# Гармендия, Херман
Херма́н Гарме́ндия, полное имя Херма́н Алеха́ндро Гарме́ндия Ара́нис (исп. Germán Alejandro Garmendia Aranis, произношение: [xeɾˈman aleˈxandɾo ɣaɾˈmendja aˈɾanis]; род. 25 апреля 1990, Тьерра-Амарилья, Чили), также известный под именами своих YouTube-каналов HolaSoyGerman и JuegaGerman — чилийский видеоблогер, комик, музыкант, певец и писатель. Совместно со своей музыкальной группой записал множество песен, выложенных на его YouTube-канале. На данный момент его канал занимает седьмое место по числу подписчиков среди испаноязычных каналов и семьдесят четвёртое место в общемировом рейтинге. Его книга «#Chupaelperro» поступила в продажу в Латинской Америке и Испании 28 апреля 2016 года.

## Биография
Херман Гармендия родился 25 апреля 1990 года в городе Тьерра-Амарилья (Чили). Когда ему было 3 года, его отец погиб в автокатастрофе. В детстве старший брат Хермана, Диего, жил отдельно от него, пока они не переехали в Лос-Вилос. С ранних лет он интересовался музыкой и в 13 лет основал с братом собственную музыкальную группу «Zudex». Свое первое видео на «Ютубе» Херман загрузил в 2011 году по рекомендации своих друзей.

### Творчество
В конце 2016 года канал HolaSoyGerman был заброшен.
К марту 2019 года на его канал HolaSoyGerman. подписано более 38 миллионов человек, на его канал JuegaGerman подписано более 33 миллионов человек, на канал HolaSoyGerman2 — более 2 миллионов. Два его канала получили бриллиантовые кнопки в 2016 году.
В августе 2014 года Херман стал победителем премии «Icon of the Year» на MTV Millennial Awards 2014. Принимал участие в съемках YouTube Rewind 2014 и YouTube Rewind 2015.